# Josef Kollmann
Josef Kollmann (27. června 1920 Trenčín – 17. června 2007 Praha) byl český archivář a historik, jenž se odborně zabýval obdobím třicetileté války a osobností Albrechta z Valdštejna, stejně jako dějinami archivnictví a archivní metodikou.

## Životopis
Josef Kollmann se narodil v Trenčíně v české rodině železničního zaměstnance. Jeho otec ovšem musel být předčasně penzionován v důsledku svého onemocnění a rodina se přestěhovala do Nymburka. Zde v letech 1931–1937 absolvoval místní reálku a po doplňující maturitě na reálném gymnázium začal roku 1938 svá studia na Filozofické fakultě Univerzity Karlovy v Praze (1938–1939 a 1945–1946). Jeho vysokoškolské studium historie a geografie mu ovšem zmařilo uzavření českých vysokých škol v listopadu 1939 v důsledku nacistické okupace Československa během druhé světové války. V roce 1939 nalezl díky pochopení Václava Vojtíška dočasné působiště jako pomocná síla v Archivu hlavního města Prahy (1939–1940), který v roce 1941 vyměnil za Archiv země české (1941–1942). V roce 1943 pak nalezl definitivní působiště v Archivu ministerstva vnitra, kde setrval až do jeho začlenění do Státního ústředního archivu v Praze roku 1954. V březnu 1941 se stal také žákem Státní archivní školy, kterou úspěšně absolvoval roku 1943 jako nejlepší student 9. kursu, a jako jeden z posledních přímých žáků Gustava Friedricha. Vysokoškolská studia na FF UK dokončil v letech 1945–1946 a roku 1948 získal i titul doktor filozofie (PhDr.).
V Archivu ministerstva vnitra (pozdějším Ústředním archivu ministerstva vnitra) začal J. Kollmann působit od 1. ledna 1943. Zde byl roku 1948 jmenován i ministerským komisařem. Společně s kolektivem pracovníků Ústředního archivu ministerstva vnitra se podílel na budování sítě krajských archivů, dále na rozsáhlých skartačních pracích a na jiných úkolech, směřujících k vytvoření jednotné celostátní archivní sítě. Po vzniku Státního ústředního archivu v roce 1954 pracoval zde, a to nepřetržitě až do odchodu do důchodu v roce 1983. Řadu let zastával funkci zástupce vedoucího a posléze sám byl vedoucím oddělení. Konkrétně vedl od 1. září 1974 první oddělení Státního ústředního archivu, které spravovalo (a dodnes v rámci Národního archivu spravuje) nejstarší a nejcennější archivní fondy k dějinám Čech a českých zemí do roku 1848.
V letech 1983–1886 působil jako externí pracovník v Archivu hl. m. Prahy v letech 1988–1990 v Ústředním archivu ČSAV. Zemřel v Praze 17. června 2007.

## Dílo
Co se týče vědecké práce, tak užší specializaci Josef Kollmann postupně hledal, přičemž v prvním období se věnoval jak období středověku, tak přelomu 18. a 19. století a počátkům národního obrození. Postupem času se ovšem vykrystalizovala dvě jeho stěžejní životní témata – prvním tématem bylo období třicetileté války a osobnost Albrechta z Valdštejna (1583–1634), druhým pak dějiny českého archivnictví.
Jedna z jeho prvních publikovaných prací se věnovala právě Albrechtu z Valdštejna, když v roce 1948 napsal souhrn jeho životních dat pro sborník s názvem Hrdinové a věštci českého národa. S Albrechtem z Valdštejna se znovu setkal při katalogizaci korespondence Valdštejnovy vojenské kanceláře, získané ve 20. letech 20. století v rámci spisové a archivní rozluky. Tutu práci, spočívající často v interpretaci paleograficky i jazykově obtížných archiválií, zúročil J. Kollmann jednak při účasti na edičním podniku Documenta Bohemica bellum tricennale illustrantia, tak při psaní několika monografií věnujících se Albrechtu z Valdštejna. Jednalo se např. o  monografii společně psanou s Josefem Polišenským (1915–2001) s názvem Valdštejn. Ani císař ani král (Praha 1996, 2. vyd. 2001), nebo o samostatně zhotovené publikace Valdštejn a evropská politika 1625–1630. Historie 1. generalátu (Praha, 19999) a Valdštejnův konec. Historie II. generalátu. 1631–1634 (Praha, 2001). V rámci díla Valdštejn a evropská politika 1625–1630 J. Kollmann zdůraznil, jak se Valdštejn věnoval své polní kanceláři, a že i v polních podmínkách si dokázal vytvořit vynikající kancelářský systém a styl. Kollmann zde rovněž upozornil na zajímavý fakt, totiž, že Valdštejn, ač byl dosud většinou historiografií líčen spíše jako vojevůdce, velmož a kavalír 17. století, tak se dokázal část dne zabývat i kancelářskou prací.
V rámci svého druhého tématu, dějin českého archivnictví, tak na tomto poli začal své články publikovat od počátku 70. let 20. století (jednalo se zejména o biografické studie o významných archivářích, např. o Janu Josefu Klauserovi, Janu Hulakovském nebo Janu Bedřichu Novákovi a další). Tato jeho práce byla korunována počátkem 90. let rozsáhlou monografií (přes 700 stran) o dějinách ústředního archivu s názvem Dějiny ústředního archivu českého státu (Praha, 1992). Kollmanovo pojetí dějin archivnictví bylo kombinací sledování linie institucionálního vývoje pomocí správně-historických postupů a pramenných analýz, sledování historie jednotlivých archivních fondů a sbírek, a dále sledování životních osudů jednotlivých archivářů, kteří utvářeli profil instituce. Dalším signifikantním znakem díla J. Kollmanna týkajícího se této oblasti se stalo kontinuální pojetí archivnictví, jehož podstatou bylo sledování vývoje instituce v kontinuitě vývoje státní správy.
Z dalších jeho prací (publikovaných především v Archivním časopise a Sborníku archivní prací) si zaslouží připomínku např. tyto: Berní rejstříky a berně roku 1567 (1963), Povstání poddaných statku Markvartice proti Otovi Jindřichovi z Vartemberka. Zánik Vartemberského rodu (1974), Zavedení gregoriánského kalendáře v českých zemích (1974) a K problematice nadprodukce písemného materiálu (1967). J. Kollmann byl rovněž významným vydavatelem archivních pomůcek – spolu s Karlem Beránkem vydal inventář Česká dvorská kancelář (1283) 1523–1749 (1966) nebo inventáře k Českému guberniu 1748–1835 (1960); sám vydal např. inventář Lužické spisy 1527–1747 (1950) nebo inventář k Českému oddělení dvorské komory I. a II. 1527–1750 (1959).